# Muž v hlavní roli
Muž v hlavní roli (v anglickém originále The Leading Man) je britský dramatický film z roku 1996. Režisérem filmu je John Duigan. Hlavní role ve filmu ztvárnili Jon Bon Jovi, Anna Galiena, Lambert Wilson, Thandie Newton a Barry Humphries.

## Obsazení
| Jon Bon Jovi    | Robin Grange  |
| Anna Galiena    | Elena Webb    |
| Lambert Wilson  | Felix Webb    |
| Thandie Newton  | Hilary Rule   |
| Barry Humphries | Humphrey Beal |
| Patricia Hodge  | Delvene       |
| Diana Quick     | Susan         |
| Harriet Walter  | Liz Flett     |
| Nicole Kidman   | uvaděčka      |